# Institut technique et scientifique de l'abeille et de la pollinisation
L’Institut technique et scientifique de l'apiculture et de la pollinisation (ITSAP-Institut de l'abeille) est un organisme français mis en place en octobre 2009 à la suite, notamment, du rapport de 2008 du député Martial Saddier sur la filière apicole. Il a pour objectif de concourir au développement de l'apiculture à travers l'expérimentation, la recherche appliquée, l'assistance technique et économique, l'animation, la diffusion et la formation. Il conduit des actions décidées par les professionnels de la filière apicole. Ses travaux traduisent les attentes et préoccupations du terrain.

## Présentation de l'institut

### Missions
L'ITSAP-Institut de l'abeille assure les missions suivantes :
- Préserver et améliorer la santé du cheptel apicole ;
- Améliorer le potentiel génétique du cheptel apiaire ;
- Optimiser les services rendus par l’abeille à l’agriculture et conforter les ressources alimentaires de l’abeille ;
- Mettre en place des systèmes de traçabilité pour assurer la qualité des produits de la ruche ;
- Installer un observatoire technico-économique des exploitations apicoles.

Il s'agit ainsi d'organiser la filière apicole en créant un institut interprofessionnel de recherche appliquée, sur le modèle de ce qui existe dans l'agriculture en général.

### Historique
L’ITSAP-Institut de l’abeille est issu de la modification des statuts du Centre national du développement apicole (CNDA), opérée en octobre 2009. Cette évolution est le résultat de négociations mises en place à la suite de la publication du rapport du député Martial Saddier, missionné par le Premier Ministre pour auditer la filière apicole.

### Financement
Les sources de financement pour la réalisation du programme 2011 proviennent :
- du CASDAR (dotations de base, projets de recherche) du Ministère de l'Agriculture,
- de FranceAgriMer,
- du FEAGA - Fonds européen agricole de garantie concernant le règlement apicole européen,
- des ressources propres de l’ITSAP-Institut de l’abeille (cotisations, prestations de service, vente de produits).

## Gouvernance

### Conseil d’administration
L’ITSAP-Institut de l’abeille est administré par un Conseil d’administration réunissant trente représentants des différentes organisations apicoles (syndicats, organisation à vocation sanitaire, organismes de collecte, conditionneurs et fournisseurs), des grandes organisations agricoles (syndicats représentatifs et coopération), ainsi que des représentants du développement apicole et agricole. Ces derniers sont issus du Comité du réseau du développement apicole (CRDA), qui fédère l’ensemble des associations régionales de développement apicole. Les principaux syndicats d'apiculteurs en sont notamment membres.

### Conseil scientifique
La qualification d’institut implique d’être doté d’un Conseil scientifique, présidé par un chercheur ou un enseignant chercheur. Le Conseil scientifique de l’ITSAP-Institut de l’abeille est composé de quatorze chercheurs français et européens choisis pour leurs compétences et leur complémentarité. 

Conformément aux statuts de l’ITSAP-Institut de l’abeille, le Ministre chargé de l’Agriculture a nommé le Président du Conseil Scientifique, Éric Thybaud, chercheur de l’INERIS. Il a également désigné les membres du Conseil scientifique. La composition a été acceptée par le Conseil d’orientation scientifique et technique de l’ACTA (COST ACTA).

Le Conseil scientifique a pour principale mission de vérifier la validité scientifique et technique du programme d’action de l’ITSAP-Institut de l’abeille et sa cohérence avec les orientations stratégiques de l’Institut.

### Comité du réseau de développement apicole
Le Comité du réseau de développement apicole (CRDA) est composé des présidents accompagnés de deux représentants des associations régionales de développement apicoles (ADA) et des groupements apicoles nationaux. Le CRDA est un lieu de concertation, de coordination et de propositions. Ses membres sont chargés d’assurer le lien entre les ADA et groupements spécialisés et le Conseil d’administration.

Il favorise l’harmonisation nationale des actions de développement et vise à faciliter l’émergence de pôles de compétences techniques aptes à mener des expérimentations. Il contribue à faire remonter les besoins et les préoccupations du terrain au sein des commissions techniques.

## Réseau & implantations régionales
L’Institut établit des relations institutionnelles avec les acteurs de la recherche en apidologie et du développement ainsi qu’avec les autres instituts techniques agricoles.
L’ITSAP-Institut de l’abeille est adossé à l’ACTA, le réseau des instituts des filières animales et végétales. Il est partenaire de l’UMT "Protection des abeilles dans l’environnement", implantée à l’UMR 406 Abeille et environnement de l’INRA d’Avignon. Une partie de l’équipe de l’ITSAP-Institut de l’abeille est donc basée à Avignon.
Par ailleurs, l’ITSAP-Institut de l’abeille a pour vocation à coordonner au niveau national les travaux de recherche et d’expérimentation menés en apiculture. Il fédère en son sein les associations régionales de développement apicole (ADA) et les groupements spécialisés:
- Aquitaine : ADAAQ
- Auvergne : ADAA
- Bourgogne : ADAB
- Bretagne : GIE lait-viande, Commission apiculture, Ellipse
- Centre : ADAPIC
- Corse : Syndicat AOC "Miel de Corse - Mele di Corsica"
- Franche-Comté : ADA FC
- Languedoc-Roussillon : ADAPRO LR
- Midi-Pyrénées : ADAM
- Nord-Picardie : APPNP
- Pays-de-la-Loire : GIE Élevage Pays-de-la-Loire
- Provence-Alpes-Côte d’Azur : ADAPI
- Réunion : ADAR
- Rhône-Alpes : ADARA
- Association nationale des éleveurs de reines et des centres d’élevages apicoles : ANERCEA
- Groupement des producteurs de gelée royale : GPGR

L’ITSAP-Institut de l’abeille et son réseau des associations de développement apicole (ADA) mettent également en œuvre des actions en parallèle avec leurs partenaires de la production végétale (ANAMSO, CETIOM, FNAMS, ACTA, ARVALIS-Institut du végétal et les Chambres d’agriculture…) afin de prendre en compte les pollinisateurs dans les agrosystèmes. 